# 赤羽東映劇場
赤羽東映劇場（あかばねとうえいげきじょう）は、かつて存在した日本の映画館である。
1952年（昭和27年）前後に開館した。1955年（昭和30年）に拳銃強盗事件が起きたことでも知られる。略称：赤羽東映（あかばねとうえい）。
なお、1967年（昭和43年）12月に開館し、当館の閉館後に同名を名乗った映画館は、同時に同経営（東亜興行）で開館した「赤羽オデヲン座」で扱う。

## 沿革
- 1952年（昭和27年）前後 - 開館。
- 1955年（昭和30年）5月 - 当館で拳銃強盗事件が発生[6][7]。
- 1965年（昭和40年）前後 - 閉館[2][13]。
- 1968年（昭和43年）12月 - 東亜興行が赤羽東亜会館を別場所に竣工、新たに「赤羽東映劇場」を開業する[12][13]。
- 1984年（昭和59年）前後 - 赤羽東亜会館の「赤羽東映劇場」が「赤羽映画劇場」と改称（1991年（平成3年）3月閉館[10][11]）[9][12]。
- 1986年（昭和61年）3月 - 当館跡地に「赤羽パルロードI アピレ」開業[14]。

## データ
- 所在地 : 東京都北区稲付町3丁目27番地[3]
  - 現在の東京都北区赤羽西1丁目5番 赤羽パルロードI アピレ[14]

北緯35度46分37.39秒 東経139度43分12.62秒 / 北緯35.7770528度 東経139.7201722度
- 構造 : 木造
- 観客定員数 : 不明

## 概要

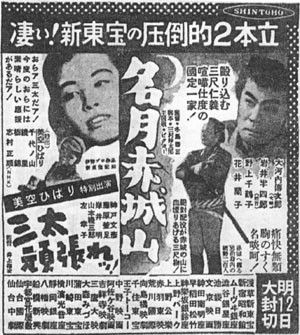
『名月赤城山』『三太頑張れッ!』（1953年2月11日付新聞広告）。館名リスト右から12番目に「赤羽東映」の文字列が確認できる。

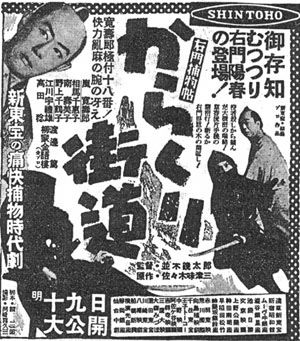
『右門捕物帖 からくり街道』（1953年3月18日付新聞広告）。館名リスト右から11番目に「赤羽東映」の文字列が確認できる。

### 最盛期
1951年（昭和26年）4月1日に設立された東映 作品を上映する映画館として、1952年（昭和27年）前後に開館している。東映では、同年4月17日付で東横映画から引き継いだ新宿東横劇場等の直営館を新宿東映劇場等に改称している。所在地は、国鉄（現在のJR東日本）京浜東北線の赤羽駅西口、東京都北区稲付町3丁目27番地（現在の赤羽西1丁目5番）であり、西口の正面という立地である。
当館は、おもに東映作品の封切館として機能したが、開館初期にあたる1953年（昭和28年）には、新東宝の製作・配給作品も公開している。たとえば同年2月12日に一斉公開された『名月赤城山』（監督冬島泰三） および『三太頑張れッ!』（監督井上梅次） の二本立てが同日当館でも封切られ、また同年3月19日に一斉公開された『右門捕物帖 からくり街道』（監督並木鏡太郎） が同日当館でも封切られている。
歴史的には、近世・近代においては、同駅北口の北東に位置した岩槻街道（日光御成街道）の赤羽交差点あたりのほうが商業的に栄えており、1925年（大正14年）、赤羽地区に最初に開館した映画館「赤羽萬歳館」（のちの赤羽映画劇場）は、同交差点近辺である赤羽1丁目55番（当時は東京府北豊島郡岩淵町赤羽町98番地）にあった。第二次世界大戦が始まる1942年（昭和17年）までには、同駅北口付近に東京第二壽館（赤羽町1丁目13番地）が建てられ、同地区の映画館は合計2館となったが、いずれも国鉄赤羽駅の東側であった。戦後は、戦前からの赤羽映画劇場（かつての赤羽萬歳館）のほか、駅の東側にオリンピア映画劇場（赤羽オリンピア劇場、赤羽町1丁目67番地）、中央映画劇場（赤羽中央劇場、赤羽町1丁目21番地）、そして西口側にも当館のほか赤羽文化劇場（赤羽町2丁目548番地）の合計5館が1954年（昭和29年）までに揃っている。当時は戦後の映画黄金時代であり、劇場の収入を狙い、拳銃を持った男が当館に押し入る事件（「赤羽東映ピストル強盗事件」）が、1955年（昭和30年）5月に起きている。その後、遅れて赤羽第一映画劇場（赤羽第一劇場）が1957年（昭和32年）までには新設され、赤羽地区の映画館は最盛期で合計6館になっている。
大西巨人は、1960年（昭和35年）4月5日に公開された『白い崖』（監督今井正） を、公開初日の午後に当館で観た旨、および同作への批評を『アカハタ 日曜版』1960年4月24日号に発表している。
1965年（昭和40年）前後には、当館は閉館している。同地域では同時期、赤羽オリンピア劇場、赤羽中央劇場が閉館している。赤羽東宝（かつての赤羽映画劇場）、赤羽第一映画劇場、赤羽文化劇場が残った。

### 閉館後
1968年（昭和43年）12月、東亜興行が「赤羽東亜会館」を当館と同じ国鉄赤羽駅西口の別場所（赤羽西1丁目39番16号）を新築・開業、同会館に赤羽オデヲン座・赤羽東映劇場の2館を開業している。赤羽地区での東映の封切館は、名称とともにこの新しい映画館が継承した。1984年（昭和59年）前後には、この「赤羽東映劇場」が「赤羽映画劇場」と改称しているが、その後1991年（平成3年）には、赤羽オデヲン座とともに閉館し、同年3月には「オデヲン赤羽駐車場」に業態変換している。赤羽第一映画劇場は1975年（昭和50年）前後、ニュー赤羽映劇（かつての赤羽東宝）は1982年（昭和57年）前後、赤羽日活文化劇場（かつての赤羽文化劇場）は1985年（昭和60年）6月にそれぞれすでに閉館しており、赤羽オデヲン座・赤羽東映劇場の閉館とともに、赤羽地区から映画館が消滅した。
もともとの「赤羽東映劇場」の跡地では、1986年（昭和61年）3月、「赤羽パルロードI アピレ」が開業し、リニューアルを経て現在に至る。